# 古古古古
古古古古（Gogogogo）為位在馬達加斯加西南部的城鎮，由阿齊莫-安德列發那區安帕尼希縣（Ampanihy District）管轄。2001年人口普查估計該城鎮人口約有1,000人。
該城鎮僅有1所小學。該城鎮有60%的居民為農民，另外有15%居民以畜牧業為生。木薯為該城鎮最重要的作物，另外其他重要作物還有花生、玉米、番薯以及豇豆等。有25%的居民從事服務業。該地區也有一些礦產資源。